# Jason (auteur)
Pour les articles homonymes, voir Jason (homonymie).
Jason, de son vrai nom John Arne Sæterøy, est un dessinateur et scénariste norvégien de bandes dessinées, né en 1965 à Molde en Norvège. Il publie en Norvège, en France et aux États-Unis.
Le style de ses bandes dessinées est caractérisé par un extrême dépouillement des cases, larges et claires. Nombre de ses œuvres sont par ailleurs sans dialogue. Les histoires de Jason sont souvent très sombres, très cyniques. Les personnages sont souvent représentés de manière anthropomorphique par des animaux (des chiens, des oiseaux, des lapins) parfois (volontairement) difficiles à distinguer les uns des autres.

## Biographie
Jason a vécu au Danemark, en Belgique, aux États-Unis et en France. 
Depuis 2007, il vit à Montpellier et ses romans graphiques récents ont été initialement publiés en français,,.

## Albums
- Attends, Atrabile, 2000[4].
- Chhht !, Atrabile, 2002
- Dis-moi quelque chose, Atrabile, 2002
- Le Char de fer, Atrabile, 2003
- Mauvais chemin, Atrabile, 2004
- Je vais te montrer quelque chose, Éditions Carabas, 2004 (couleur : Hubert)
- Hemingway, Éditions Carabas, 2005 (couleur : Hubert)
- Des morts et des vivants, Atrabile, 2006
- J'ai tué Adolf Hitler, Éditions Carabas, 2006 (couleur : Hubert)[5]
- Coïncidence, Éditions On a marché sur la Bulle (Collectif d'auteurs), 2006
- Le Secret de la Momie, Atrabile, 2007
- Le Dernier Mousquetaire, Éditions Carabas, 2007 (couleur : Hubert)
- Low Moon et autres histoires, Éditions Carabas, 2008 (couleur : Hubert)
- Les Loups-garous de Montpellier, Éditions Carabas, 2009 (couleur : Hubert)
- Les poches pleines de pluie et autres histoires, Éditions Carabas, 2009
- L'île aux cent mille morts, Glénat, 2011 (scénario : Fabien Vehlmann, couleur : Hubert)[6]
- Athos en Amérique, Éditions Carabas, 2011 (couleur : Hubert)
- Le Détective triste, Éditions Carabas, 2013
- Le Perroquet de Frida Kahlo, Éditions Carabas, 2015 (couleur : Hubert)
- Un Norvégien vers Compostelle, Delcourt, collection Shampooing, 2017
- Ô Joséphine!, Atrabile, 2019.
- Toujours Pampelune, Carabas, 2021
- Au-dessus l'odyssée, Atrabile, 2022 - Sélection officielle du Festival d'Angoulême 2023

## Prix et récompenses
- 1995 : Prix Sproing de la meilleure bande dessinée norvégienne pour Lomma full av regn
- 2000 : Prix Sproing de la meilleure bande dessinée norvégienne pour Dis-moi quelque chose
- 2001 :  Prix Urhunden du meilleur album étranger pour Attends...
- 2002 :  Prix Harvey du meilleur nouveau talent pour Attends...
- 2007 :  Prix Eisner de la meilleure édition américaine d'une œuvre internationale pour Hemingway
- 2008 :  Prix Eisner de la meilleure édition américaine d'une œuvre internationale pour J'ai tué Adolf Hitler
- 2009 :  Prix Eisner de la meilleure édition américaine d'une œuvre internationale pour Le Dernier Mousquetaire